# Le Roman de Renard (Genevoix)
Pour les articles homonymes, voir Renard.
Le Roman de Renard est une adaptation réaliste de Maurice Genevoix, publié chez Plon en 1958, alors que l'auteur est âgé de 68 ans. L’écrivain y déploie son talent de peintre de la vie animale.

## Place dans l'œuvre de Genevoix
Célébrant la liberté des bêtes appelées à mourir de leur belle mort en dehors du monde des hommes, Le Roman de renard est un prélude à La Forêt perdue (1967) qui a également pour scène le Moyen Âge. C’est manifestement la même Florie qui, dans l’un et l’autre roman, en acceptant sa condition de femme, rend à l’animal sauvage une liberté que couronne la possibilité de mourir de sa belle mort. Mais on croit parfois entendre s’exprimer Fernand d’Aubel, le « héros » de Un Jour, clamant un ultime consentement en la vie et en la mort : « Une fois pour toutes, en sa dernière métamorphose, Renard enfin se connaît lui-même, libre dans le monde qu’il choisit, libre enfin et libre vraiment, sans contrainte qui vienne de quiconque, homme ou bête, ami ou ennemi, sans autres lois que les lois éternelles où rejoignent la vie et la mort.»
Maurice Genevoix ajoutera une courte suite à ce roman dans son Bestiaire sans oubli. L’homme y apparaît cruel, sanguinaire, à peine capable de compassion, comme le Grenou de La Dernière harde, et lâchant un sinistre « ça a quand même un cœur, ces sauvages ».

## Analyse de l'œuvre
L'argument
Il s’agit d’une réécriture du célèbre Roman de Renart, parodie animale de la comédie humaine, alimenté de 1170 à 1205 par divers écrivains auteurs des branches les plus anciennes. Genevoix y ajoute plusieurs branches, toutes faisant l’éloge d’un animal pour lequel l’écrivain avoue, par le biais d’un de ses personnages, « une amitié obscure, profonde et chaude ». Nul doute que Maurice Genevoix se reconnaît en cet animal doué de vitalité, d’intelligence et d’éternelle jeunesse.
Une peinture de la vie animale
Renard, Seigneur de Maupertuis, est un goupil (ancien mot pour renard) et habite un simple lacis de ronces et de clématites, car il s’agit bien d’un goupil, un vrai, au poil roux, « ardent mais sombre, gadrouillé de noir sur le dos comme s’il se fût roulé dans le fraisil des charbonniers ». Les attitudes de Renard y sont fidèlement dépeintes : « la queue roulée sur les pattes de derrière, celles de devant pesant des plantes sur le terreau » s’agissant d’un jeune mâle « splendide, à la poitrine ample et profonde, au ventre fortement harpé sous un râble gonflé de muscles », mais doté avant toute autre chose d’une « prodigieuse vitalité ».
Symbolique
Renard se montre magnifiquement attentif, capable de déchiffrer les signes comme le Fernand d’Aubel de Un Jour, à force d’attention et de consentement : « son nez noir, brillant à la pointe du museau aigu, ne cessait de frémir, de quêter, et les conques jumelles des oreilles, roidement tournées vers l’avant, de se tendre aux bruits de l’espace. » Il accepte le temps, capable d’une patience infaillible : « attendre, toute bête sait cela, fût-elle bête de rapt et d’assaut : le juste instant, la distance exacte. »
C’est au prix d’un tel consentement que Renard gagnera sa liberté au sein d’une forêt qu’il aime, autant que Maurice Genevoix aime les espaces sauvages et libres tout au long de son œuvre : « C’est sa forêt, c’est son domaine. Il sait qu’il les partage, et que pourtant ils sont tout à lui. Sa place, son terrier, son liteau, c’est Maupertuis. Et à partir de Maupertuis, tout à sa place dans la forêt, la moindre feuille et le brin de chiendent comme le charme du Grand Fouteau, énorme, plus haut que le plus haut des chênes. » A n’en pas douter, Genevoix évoque ici les Vernelles, sa demeure orléanaise acquise grâce à la dotation reçue pour Raboliot, prix Goncourt en 1925.